# معضوضة منتنة
معضوضة منتنة (الاسم العلمي:Momordica foetida) هي نوع من النباتات تتبع جنس المعضوضة من الفصيلة القرعية.